# 猫空ロープウェイ
猫空ロープウェイ（マオコンロープウェイ、びょうくうロープウェイ、ねこぞらロープウェイ）は、台湾台北市文山区にある動物園駅と猫空駅を結ぶロープウェイ交通システム。運営は、台北捷運公司が行う。
台北市文山区の台北市立動物園西側から、台湾茶の産地として知られる猫空地区までの全長 4.03キロメートルに、4旅客駅が設けられている。2007年7月4日に供用開始となった台北市初の観光ロープウェイであると同時に、公共交通機関として開業した台湾最初のロープウェイ（都市索道）でもある。

## 路線データ
- 路線距離（営業キロ）：4.03キロメートル
- 方式：二線自動循環式
- 駅数：4駅（旅客駅、起終点駅含む）
- 高低差：約300メートル

## 概要

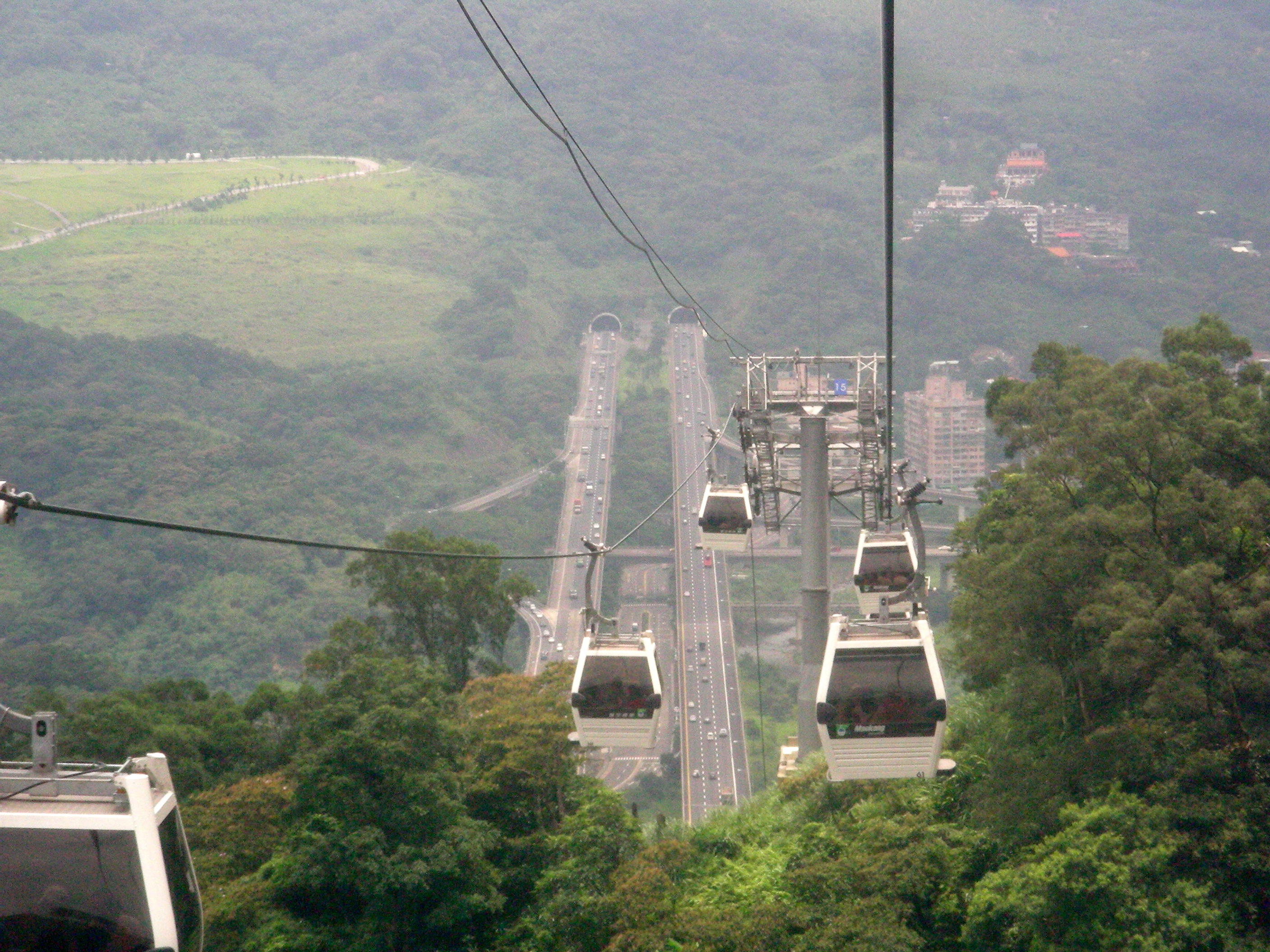
纜車と国道3号木柵IC（転角2駅付近）

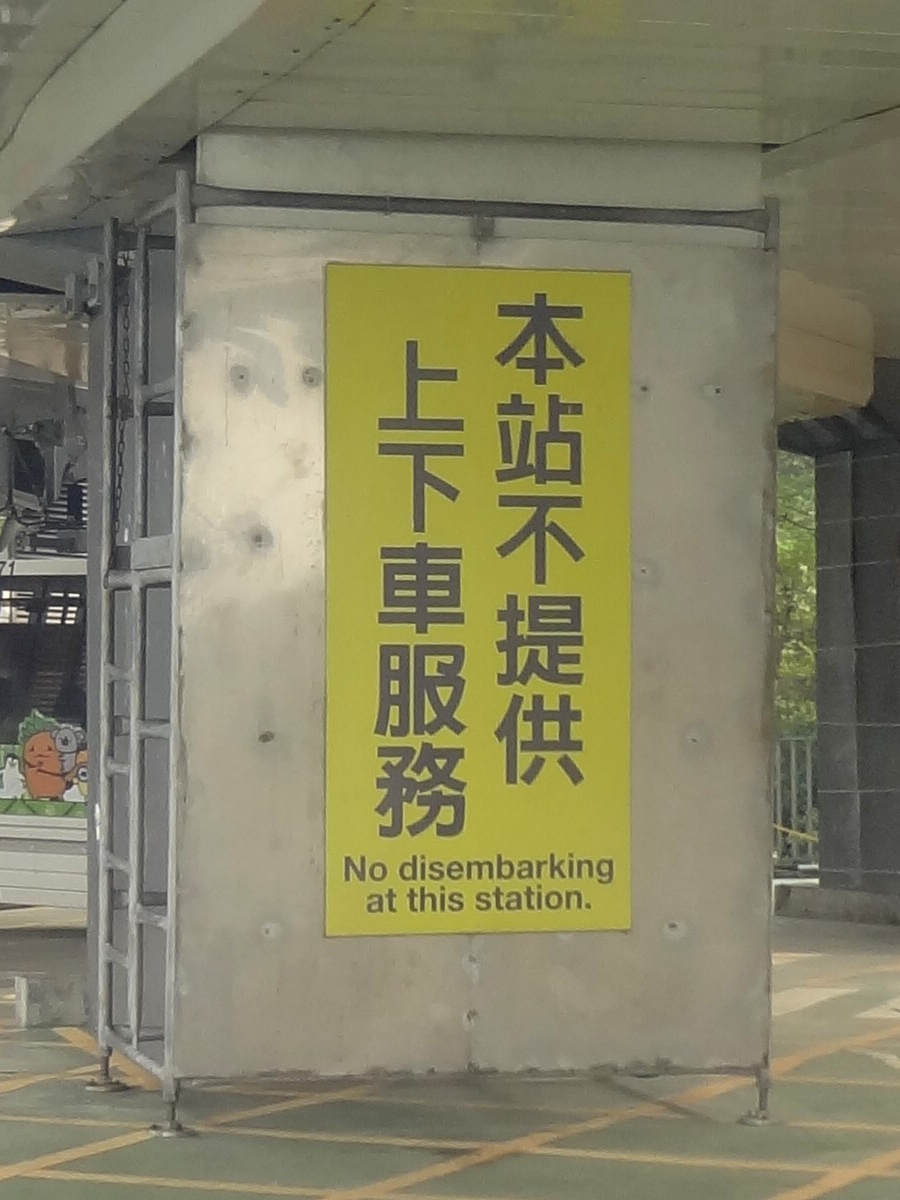
方向転換駅にある「乗降の取扱なし」の看板

猫空ロープウェイはフランスポーマ社の単線自動循環方式を採用している。現在ゴンドラは普通車116台、底面が透明の強化ガラス製になっているクリスタルキャビン (水晶車廂) 31台の計147台（内3台は予備）を保有しており、方向転換駅2および猫空駅に各70台の車両収納設備を有している。ゴンドラ1台の定員は6-8人（クリスタリキャビンは5人）で、最高で毎時2400人の輸送量を持つ。最高運転速度は毎秒6メートルだが、沿線住民への騒音問題を考慮して現在は毎秒5メートルで運行され、全行程所要時間は約17分である。事前に公式ウェブサイトから搭乗予約をすることで優先的に搭乗できる。悠遊カード、一卡通、愛金卡の使用も可能である。
なお、クリスタルキャビンの搭乗口は一般のゴンドラとは別になっており、外装には「猫纜之眼」と表記されている。
この路線の特徴として、世界的にも珍しい急角度での方向転換が2ヶ所（1ヶ所が10度、もう1ヶ所が80.3度）設置されており、それぞれに「方向転換駅」（轉角站）という方向転換のための駅設備を有している。ただし、この方向転換駅はあくまで運転の都合で用意されたものなので、乗降はできない(右側の画像参照)。
営業初日に利用者からゴンドラ内の温度が高すぎるという意見が出たことから、運行する台北捷運公司は、将来太陽発電パネルおよび空調設備を追加する計画を発表している。車内の温度が高温になることを考慮し、台北捷運内では禁止されている飲料水の飲用は禁止されていない。
開業以来故障が多発しているため、2007年7月30日より祝休日除く月曜日は運休中である。2008年9月末の台風で、16番目の支柱にある路盤が深刻な被害を受けたため、2008年10月1日から長期運休した。
2010年3月30日、修復工事が完了し、営業を再開した。
2025年5月15日、台北大衆捷運股份有限公司と日本の東武鉄道での観光旅行事業協力の一環で、東武鉄道グループの明智平ロープウェイおよび蔵王ロープウェイとの三者間で相互交流・連携に関する有効協定を締結。

## 駅一覧

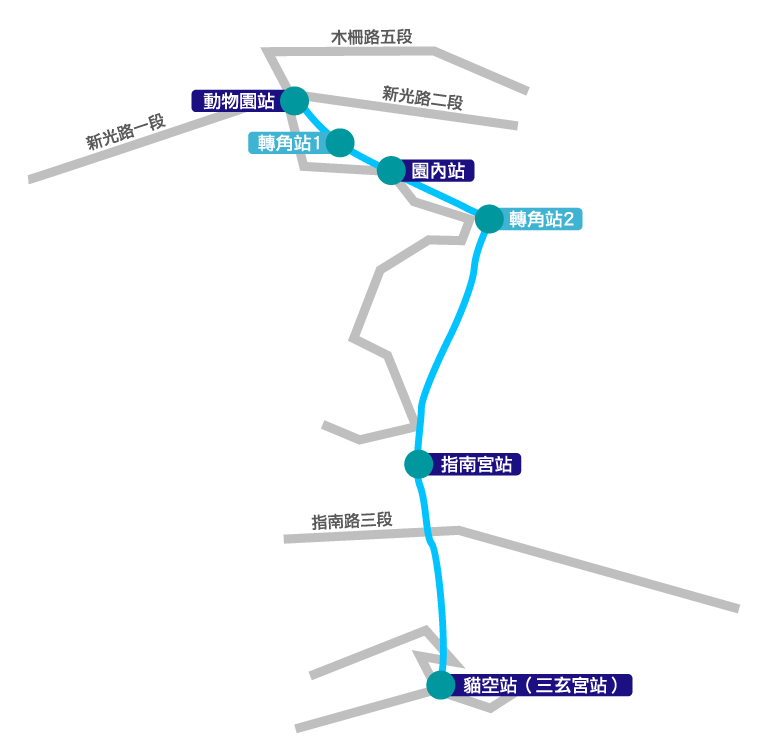
路線図

| 駅名            | 駅名         | 駅名             | 駅間 キロ | 累計 キロ | 接続路線・備考                     | 所在地 | 所在地 |
| 日本語          | 繁体字中国語 | 英語             | 駅間 キロ | 累計 キロ | 接続路線・備考                     | 所在地 | 所在地 |
| --------------- | ------------ | ---------------- | --------- | --------- | ---------------------------------- | ------ | ------ |
| 動物園駅        | 動物園站     | Taipei Zoo       | 0.0       | 0.0       | 文湖線 BR01 · 環状線 Y01（計画中） | 台北市 | 文山区 |
| （方向転換駅1） | （轉角站1）  |                  |           |           |                                    | 台北市 | 文山区 |
| 動物園南駅      | 動物園南站   | Taipei Zoo South | 1.33      | 1.33      |                                    | 台北市 | 文山区 |
| （方向転換駅2） | （轉角站2）  |                  |           |           |                                    | 台北市 | 文山区 |
| 指南宮駅        | 指南宮站     | Zhinan Temple    | 1.63      | 2.93      |                                    | 台北市 | 文山区 |
| 猫空駅          | 貓空站       | Maokong          | 1.10      | 4.03      |                                    | 台北市 | 文山区 |

※方向転換駅では旅客業務を取り扱っていない。

## 運営状況
| 年   | 出典  | 輸送実績（人） | 輸送実績（人） | 運輸収入 (NT$) |
| 年   | 出典  | 年間           | 1日平均        | 運輸収入 (NT$) |
| ---- | ----- | -------------- | -------------- | -------------- |
| 2007 | [ 5 ] | 2,364,682      | 15,977         | 93,120,588     |
| 2008 | [ 5 ] | 3,807,396      | 16,847         | 158,540,799    |
| 2009 | [ 5 ] | -              | -              | -              |
| 2010 | [ 5 ] | 1,832,024      | 7,965          | 77,368,865     |
| 2011 | [ 5 ] | 2,881,005      | 9,477          | 110,494,251    |
| 2012 | [ 5 ] | 2,304,735      | 8,568          | 91,199,041     |
| 2013 | [ 5 ] | 2,520,701      | 8,722          | 106,917,113    |
| 2014 | [ 5 ] | 3,059,173      | 10,163         | 127,848,601    |
| 2015 | [ 5 ] | 2,713,273      | 9,421          | 117,129,173    |
| 2016 | [ 5 ] | 2,201,477      | 7,437          | 189,076,183    |
| 2017 | [ 5 ] | 2,096,040      | 6,783          | 184,641,825    |
| 2018 | [ 5 ] | 2,118,144      | 6,724          | 181,540,367    |
| 2019 | [ 5 ] | 2,206,068      | 7,163          | 181,116,555    |
| 2020 | [ 5 ] | 1,214,576      | 3,880          | 91,737,179     |
| 2021 | [ 5 ] | 707,516        | 4,093          | 50,894,398     |

## 延伸計画
現在運行しているのは動物園駅 - 猫空駅間のみであり、下記の2区間の延伸計画もあるが着工は未定である。
- 福徳坑環保公園 - 動物園
- 猫空 - 樟山寺 - 恒光橋

### 註釈
1. ↑  7月4日開業
2. ↑  10月1日15時～12月31日運休[5]
3. ↑  全面運休
4. ↑  1月1日15時～3月29日運休[5]
5. ↑  5月2日～5月31日、12月3～17日運休[5]
6. ↑  5月2日～31日運休[5]
7. ↑  5月5日～19日運休[5]
8. ↑  5月4日～22日、5月25日運休[5]
9. ↑  5月5日～31日運休[5]
10. ↑  6月5日、6月13日～7月1日運休[6]
11. ↑  5月14日～5月28日運休[7]
12. ↑  5月20日～6月4日運休[8]
13. ↑  5月11日～5月29日運休[9]
14. ↑  新型コロナ防疫で警戒レベルが上昇したことに伴う運休（5/15-7/31計78日[10][11]）、およびケーブル全面交換に伴う運休（9/13-12/11計90日）[12][13]。